# Painted by Numbers
"Painted by Numbers" är en låt av den svenska rockgruppen The Sounds. Låten gavs ut som den andra singeln från gruppens andra album Dying to Say This to You i oktober 2006. Singeln är dittills den enda som inte kommit med på den svenska singellistan men klättrade däremot upp till femte plats på Trackslistan i januari 2007. På CD-singeln finns låten som remix av house-gruppen Soul Seekerz medan vinylsingeln innehåller en b-sida i form av den outgivna låten "Berkley".

## Musikvideo
Videon till låten är regisserad av Markus Johnson och inspelad i Köpenhamn. Det tillkännagavs på bandets webbplats att videon spelades in i oktober 2006, före utgivningen av singeln.

## Låtlistor och format
Låtarna skrivna av The Sounds.
CD-singel
1. "Painted by Numbers" (Single Version) – 3:16
2. "Painted by Numbers" (Soul Seekerz Radio Edit) – 3:21

Maxisingel
1. "Painted by Numbers" – 3:20
2. "Berkley" – 2:27
3. "Painted by Numbers" (Soul Seekerz Remix) – 7:46
4. "Painted by Numbers" (Soul Seekerz Dirty Pub) – 7:17

7"-vinyl
1. "Painted by Numbers" (Single Version) – 3:16
2. "Berkeley" – 2:27

Digital nedladdning (Itunes)
1. "Painted by Numbers" (Alan Moulder Mix) – 3:17
2. "Painted by Numbers" (iTunes Exclusive) – 3:21